# Thuyết tổ tiên chung Nhật Bản-Do Thái

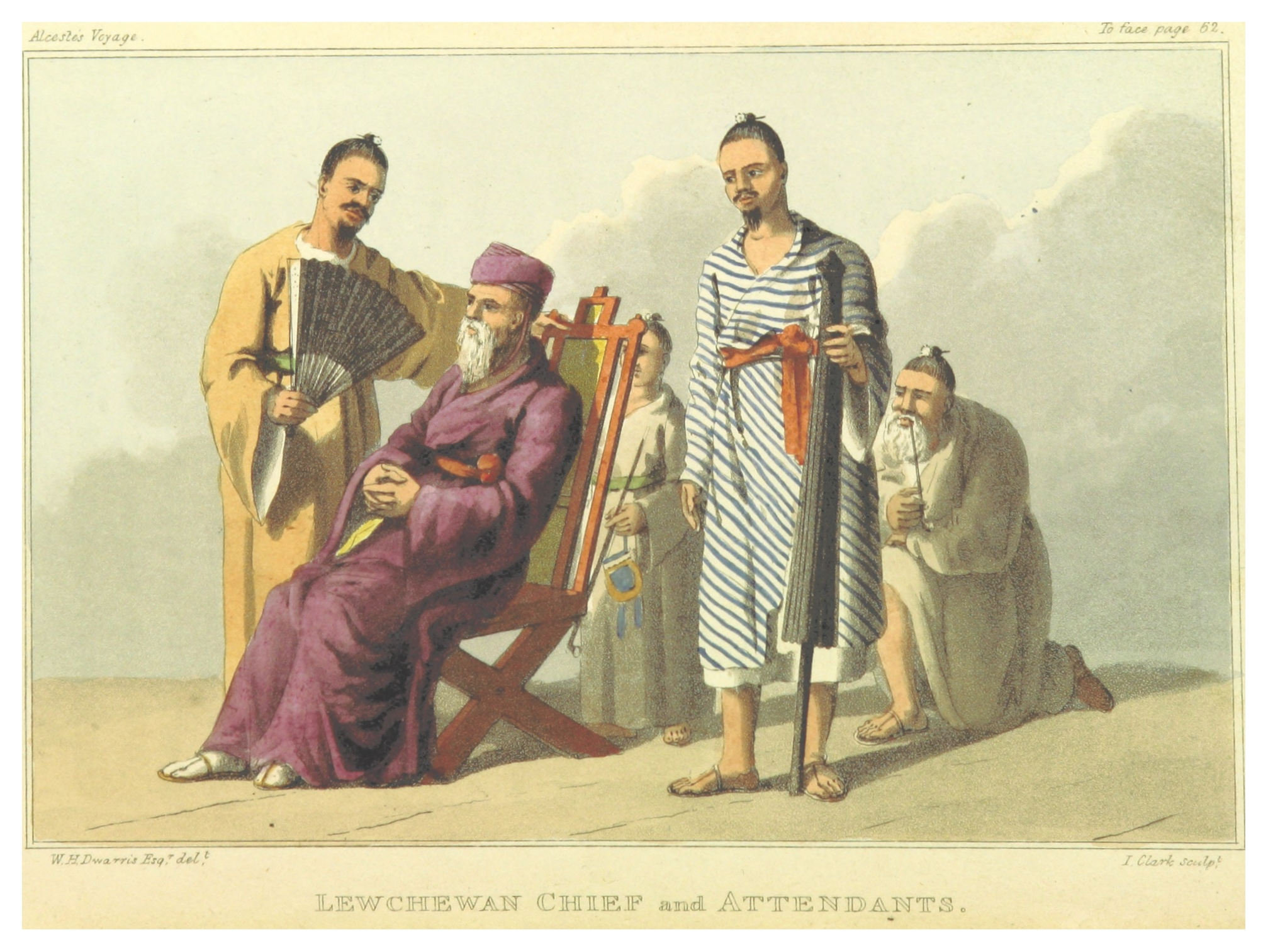
Nhà truyền giáo Nicholas McLeod đã truyền bá lý thuyết tổ tiên Nhật Bản có nguồn gốc từ mười chi tộc thất lạc của người Do Thái

Thuyết tổ tiên chung Nhật Bản-Do Thái (Japanese-Jewish common ancestry theory; tiếng Nhật: 日ユ同祖論, Nichiyu Dōsoron) là một thuyết ngoại biên (Fringe theory) xuất hiện vào thế kỷ XVII như một giả thuyết cho rằng người Nhật là một phần chính của Mười chi tộc thất lạc của dân Do Thái (Israel). Một phiên bản sau đó mô tả họ là hậu duệ của một bộ lạc Do Thái Trung Á đã cải đạo sang Cơ đốc giáo Nestorian. Một số phiên bản của thuyết này áp dụng cho toàn bộ dân số Nhật Bản, nhưng những phiên bản khác chỉ cho rằng một nhóm cụ thể trong người Nhật có nguồn gốc từ người Do Thái. Tác giả Tudor Parfitt viết rằng "sự lan truyền của tưởng tượng về nguồn gốc Israel tạo thành một đặc điểm nhất quán của hoạt động thực dân phương Tây" đã được bắt đầu. Trên thực tế, tại Nhật Bản, có thể theo dõi sự tiến hóa đáng chú ý nhất ở Thái Bình Dương của một quá khứ Do Thái tưởng tượng. Cũng như ở những nơi khác trên thế giới, lý thuyết cho rằng các khía cạnh của đất nước sẽ được giải thích thông qua mô hình Israel đã được các đặc vụ phương Tây tung ra. Nhà nghiên cứu và tác giả Jon Entine nhấn mạnh rằng bằng chứng DNA loại trừ khả năng có mối liên hệ đáng kể giữa người Nhật Bản và người Do Thái.

## Đại cương
Trong Thời đại Khám phá, các nhà thám hiểm châu Âu đã cố gắng gán ghép nhiều dân tộc mà họ lần đầu tiếp xúc với Mười chi tộc thất lạc của người Do Thái, đôi khi kết hợp với các nỗ lực giới thiệu Kinh Thánh cho dân bản xứ của các nhà truyền giáo Cơ đốc. Người đầu tiên xác định các bộ tộc thất lạc được tìm thấy ở một quốc gia Đông Á là João Rodrigues (1561–1634), một nhà truyền giáo và phiên dịch Dòng Tên. Năm 1608, ông lập luận rằng người Trung Quốc có nguồn gốc từ các bộ lạc đã mất của Israel. Ông tin rằng các nhà hiền triết Trung Quốc Khổng Tử và Lão Tử đã lấy ý tưởng triết học chính từ Do Thái giáo. Ông nhấn mạnh rằng người Nhật hiện tại vốn là hậu duệ của người Do Thái (người Israel cổ đại). Theo Cựu ước, có mười hai bộ lạc ở Y-sơ-ra-ên cổ đại, sau đó 200 năm nữa, vương quốc ở phía bắc bị tiêu diệt, vương quốc ở phía nam cũng diệt vong. Kể từ đó, nơi ở của mười nhánh còn lại của Y-sơ-ra-ên cổ đại dường như không được biết đến. Người ta nói rằng tất cả họ đã đi đến nhiều nước khác nhau ở Châu Á, một trong số họ đã đến Nhật Bản qua Con đường Tơ lụa. Rodrigues sau đó đã từ bỏ lý thuyết này. Trong Historia da Igreja do Japão, ông lập luận rằng Nhật Bản có dân cư sinh sống trong hai đợt nhập cư từ đất liền, một nhóm có nguồn gốc từ Chiết Giang và nhóm còn lại từ Hàn Quốc. 
Theo Parfitt, "sự phát triển toàn diện đầu tiên của lý thuyết này được đưa ra do công lao của Nicholas McLeod, một người Scotland bắt đầu sự nghiệp của mình trong ngành đánh bắt cá trích trước khi đến Nhật Bản với tư cách là một nhà truyền giáo" Năm 1870, McLeod xuất bản Epitome of the Ancient History of Japan. Theo Zvi Ben-Dor Benite thì cha cố MacLeod là một nhà truyền giáo đã dành nhiều thập kỷ ở Nhật Bản và Hàn Quốc để "tìm kiếm những người Israel thực thụ" và Minh họa cho bản tóm tắt lịch sử cổ đại của Nhật Bản tuyên bố rằng người Nhật Bản có nguồn gốc từ giống dân vốn là hậu duệ của các bộ lạc đã mất của Israel, những người đã hình thành nên tầng lớp quý tộc và các đẳng cấp tư tế truyền thống. Bằng chứng được trích dẫn cho lý thuyết này bao gồm những điểm tương đồng giữa các truyền thuyết về Hoàng đế Jimmu và Moses, sự hiện diện của các đặc điểm chủng tộc "Bồ Đào Nha-Do Thái" trên một số người Nhật Bản và những điểm tương đồng giữa Thần đạo và Do Thái giáo.

## Ảnh hưởng
Những lý thuyết này có ít tác động ở Nhật Bản mặc dù gần đây chúng đã được dịch sang tiếng Nhật và xuất bản tại Nhật Bản. Những cuốn sách khác của Joseph Eidelberg (1916–1985), được cho là ủng hộ những lý thuyết này, đã được dịch sang tiếng Nhật, bán được hơn 40.000 bản và được đưa tin trong một loạt phim truyền hình Nhật Bản gồm bảy tập. Tuy nhiên, vào năm 1908, Saeki Yoshiro (1872–1965), một giáo sư tại Đại học Waseda, đã xuất bản một cuốn sách trong đó ông phát triển một biến thể của lý thuyết này. Yoshiro là một chuyên gia về Nestorianism của Nhật Bản. Saeki đưa ra giả thuyết rằng gia tộc Hata, những người đến từ Hàn Quốc và định cư tại Nhật Bản vào thế kỷ thứ ba, là một bộ tộc Do Thái-Nestorian. Theo Ben-Ami Shillony thì "Các tác phẩm của Saeki đã truyền bá lý thuyết về 'nguồn gốc chung của người Nhật Bản và người Do Thái" (Nichi-Yu dosoron) tại Nhật Bản, một lý thuyết được một số nhóm Cơ Đốc giáo tán thành. Không có bằng chứng di truyền nào, bao gồm cả phân tích DNA hiện đại, để hỗ trợ cho giả thuyết này. Một nghiên cứu mới được công bố nghiên cứu di truyền và nhân trắc học về người Nhật Bản đã phân tích về nguồn gốc di truyền của người Nhật Bản cho thấy đã không có sự hỗ trợ mối liên hệ nào về phả hệ như Saeki đưa ra. 
Thuyết tổ tiên chung Nhật Bản-Do Thái được coi là một trong những nỗ lực của các nhà khoa học chủng tộc châu Âu (theo thuyết Chủ nghĩa phân biệt chủng tộc khoa học) nhằm giải thích quá trình hiện đại hóa nhanh chóng và thần kỳ của Nhật Bản, trái ngược với quá trình hiện đại hóa của những người châu Á khác vốn "kém cỏi" hoặc "bị hạ thấp" khác, đặc biệt là người Trung Quốc. Tuy nhiên, bản thân lý thuyết này lại được phát triển theo nhiều hướng khác nhau. Cùng năm cuốn sách của Saeki về lý thuyết này được xuất bản, một bài viết quảng bá cho một phiên bản khác của lý thuyết này xuất hiện trên tạp chí Sứ điệp Do Thái (Israel's Messenger), một tạp chí do Liên đoàn Do Thái Thượng Hải (Shanghai Zionist Federation) xuất bản. Trong khi McLeod tuyên bố rằng giai cấp giáo sĩ và giai cấp thống trị của Nhật Bản là hậu duệ của người Do Thái, bài báo do nhóm Thượng Hải xuất bản lại đưa ra một phiên bản vô sản hơn của lý thuyết này. Shillony viết rằng: Tác giả của bài báo tuyên bố, trái ngược với những gì McLeod đã viết, rằng những người bị ruồng bỏ của Nhật Bản, Burakumin (Eta hay Ety như bài báo đã dịch) là hậu duệ của người Do Thái. 
Tác giả bài viết cho biết, giống như người Do Thái ở phương Tây, người Eta Nhật Bản là những người chăm chỉ, đặc biệt là những người làm trong ngành đóng giày, những người cũng sống trong khu ổ chuột, "không phải người Nhật ép buộc họ làm như vậy, mà họ có vẻ thích tách biệt khỏi phần còn lại của dân số". Tác giả cũng khẳng định rằng người Eta tuân thủ các phong tục của người Do Thái: "Ví dụ, trong khu ổ chuột Nagasaki, người Ety tuân thủ Ngày Sa-bát rất nghiêm ngặt. Họ không chỉ không làm việc vào ngày đó trong tuần mà còn không hút thuốc hay đốt lửa, giống như người Do Thái chính thống". Theo Shillony, "Câu chuyện vô lý và hoàn toàn vô căn cứ này không hề bị phản bác hay bác bỏ trong các số tạp chí sau này". Tác giả Ben-Ami Shillony cũng mô tả một lá thư sau đó được cùng tạp chí này xuất bản, do Elizabeth A. Gordon, một cựu thị nữ của Nữ hoàng Victoria, người cũng là một Do Thái Cơ Đốc giáo (Christian Zionist) nổi tiếng đã chấp bút viết. Gordon cố gắng liên kết Nhật Bản với người Anh Do Thái (British Israelism), đặc biệt là quan điểm cho rằng hoàng gia Anh có nguồn gốc từ Israel. Vị trí của Gordon rất nổi tiếng ở Nhật Bản, nơi bà đang nghiên cứu về Chân ngôn tông (Phật giáo Shingon) mà bà tuyên bố là có nguồn gốc từ Kitô giáo. Trong lá thư viết vào năm 1921, bà đã áp dụng một "chuỗi lý luận tuyệt vời" để chứng minh rằng "cuộc gặp gỡ giữa các thái tử Nhật Bản và hoàng gia Anh biểu thị cho cuộc đoàn tụ được mong đợi từ lâu của dòng dõi Judah và Israel". Lý thuyết của Gordon đã có một số ảnh hưởng nhất định vào thời điểm đó ở Nhật Bản.